# 3-甲基戊醛
3-甲基戊醛是一种有机化合物，化学式为C6H12O，它存在S型和R型两种异构。它可由3-甲基戊醇经马丁试剂或吡啶氯铬酸盐氧化得到。它可以被氧化为3-甲基戊酸。